# 阿道夫·腓特烈三世
阿道夫·腓特烈三世（德語：Adolf Friedrich III.，1686年6月7日—1752年12月11日），梅克倫堡-施特雷利茨公爵，1708年至1752年在位。

## 家庭
1709年，阿道夫·腓特烈與什勒斯維希-霍爾斯坦-森訥堡-普勞恩的多蘿西亞·索菲結婚，兩人共有兩個女兒：
1. 瑪麗·索菲（1710年—1728年），早逝
2. 瑪格達琳（1711年—1713年），夭折